# Юрий Гедигольд
Ю́рий Гедиго́льд (Гедыго́вт; лит. Jurgis Gedgaudas; ум. около 1435) — литовский боярин, воевода киевский до 1411 года, с 1415 года староста подольский, воевода виленский с 1425 года или ранее и до 1432 года.
В источниках впервые упоминается в 1401 году как маршалок дворный великого князя литовского Витовта, дата рождения неизвестна. Его отцом был Кайликин (Гайликин), родным братом — Войтех Монивид. Был женат на Анастасии, от которой имел сына Петра Сеньку.
В качестве свидетеля Гедигольд, в католичестве Юрий, подписал акты Виленско-Радомской унии 1401 года и Торуньского мира 1411 года. В 1415 году был в составе литовской делегации на Констанцском соборе. В 1429 году был послом от Витовта к королю польскому Ягайло по вопросам короны для Витовта. 
Во время гражданской войны между сторонниками Свидригайло и Сигизмунда поддержал сначала первого. Был в числе немногих, с которыми после неудавшейся попытки убийства бежал в Полоцк спасшийся Свидригайло. В битве под Ошмянами 8 декабря 1432 года попал в плен к Сигизмунду и лишён должности воеводы виленского. Позднее признал власть Сигизмунда, выступал свидетелем на его документах как пан на Вишнёве до 1435 года, позднее 9 июня 1435 года в документах не упоминается.